# Bacchisa fortunei japonica
Bacchisa fortunei japonica es una subespecie de escarabajo longicornio del género Bacchisa, tribu Astathini, subfamilia Lamiinae. Fue descrita científicamente por Gahan en 1901.

## Descripción
Mide 9-11 milímetros de longitud.

## Distribución
Se distribuye por China y Japón.